# Ctimene albifrons
Ctimene albifrons là một loài bướm đêm trong họ Geometridae.